# Bubsy in: Fractured Furry Tales
Bubsy in: Fractured Furry Tales est un jeu vidéo de plate-formes développé par Imagitec Design et publié par Atari sur Jaguar en 1994. Il s'agit du troisième épisode de la série Bubsy et de la suite de Bubsy II ; il aura une suite en 1996, Bubsy 3D: Furbitten Planet.

## Synopsis
Le jeu propose cinq mondes thématiques inspirés de contes de fées connus comme Alice au pays des merveilles, Jack et le haricot magique, Ali Baba et les Quarante Voleurs, Vingt Mille Lieues sous les mers et Hansel et Gretel. Ceux-ci ont été corrompus par des forces maléfiques ; le but du jeu est de leur rendre leut état originel.

## Système de jeu
Bubsy in: Fractured Furry Tales est un jeu de plate-formes 2D à défilement horizontal dans lequel le joueur contrôle Bubsy, le protagoniste, à travers cinq mondes thématiques. Le système de jeu, tant sur le design que les mécaniques, est très similaire aux précédents opus de la série, bien que le jeu comporte plus de puzzles.